# Oxybrycon
Genre
Espèce
Oxybrycon est un genre de poissons téléostéens de la famille des Characidae et de l'ordre des Characiformes. Le genre Oxybrycon est monotypique, c'est-à-dire qu'il n'est composé que d'une seule espèce, Oxybrycon parvulus.

## Liste d'espèces
Selon FishBase (12 juin 2015) :
- Oxybrycon parvulus Géry,  1964